# Смирновский сельский совет Харьковской области
Смирновский сельский совет — входит в состав Лозовского района Харьковской области Украины.
Административный центр сельского совета находится в селе Смирновка.

## История
- 1920 — дата образования.

## Населённые пункты совета
- село Смирновка
- село Веселое